# Tranhalsagölen
Tranhalsagölen är en sjö i Vetlanda kommun i Småland och ingår i Emåns huvudavrinningsområde. Tranhalsagölen ligger i Svarta håls vildmark Natura 2000-område.